# Flossa
Flossa är en vävteknik som ger en lugg av trådar.
Tekniken är känd i antikens Egypten och orientaliska mattor. I Skandinavien är den känd från danska bronsåldersgravar och i svenska ryor sen medeltiden. Flossan skiljer sig från ryan genom en kortare lugg, som oftast knyts in i varpen i mönster.
Luggen åstadkoms genom att inslaget knyts eller läggs om varptråden och sticker ut ovanpå bottenbindningen.
Ordet är belagt i svenska språket sedan 1872. Namnet kommer troligen ur det sydsvenska ordet floss som betyder lång lös lugg, men ursprunget är omstritt.